# Maria Stahlie
Maria Stahlie, pseudonyme de Madelien Tolhuisen (Arnhem, 2 juillet 1955) est une auteure néerlandaise.

## Prix et récompenses
En 2005, elle a reçu le prix Annie Romein pour l'ensemble de son œuvre.